# Conrad Ferdinand Meyer
Conrad Ferdinand Meyer (Zürich, 1825. október 11. – Kilchberg, Zürich kanton, 1898. november 28.) svájci költő, író, különösen történeti témájú novelláiról, regényeiről és költeményeiről nevezetes. Gottfried Keller és Jeremias Gotthelf mellett a 19. század egyik legjelentősebb németajkú svájci szerzője.

## Élete
Kormánytanácsos fiaként Meyer előkelő zürichi családba született. Tizenöt évesen elvesztette édesapját, édesanyjával való kapcsolatát pedig különösen megnehezítette annak ideggyengesége, mely 1856-ban öngyilkossághoz vezetett.
Fiatal korában néhány évet Lausanne-ban töltött, ahol kiválóan elsajátította a francia nyelvet, fordította a francia irodalmat, s már azt fontolgatta, hogy maga is ezen a nyelven kezdi meg írói pályafutását, esetleg romanistaként épít fel tudományos karriert. Még nem töltötte be huszadik életévét, mikor súlyos depresszió miatt először került elmegyógyintézetbe.
Édesanyja halálával, jelentékeny örökségének köszönhetően Meyer biztos anyagi körülmények közé jutott. Betty húgával, akivel igen közel álltak egymáshoz, itáliai utazást tettek, ami mély benyomást gyakorolt rá. Első verseskötetét név nélkül jelentette meg 1864-ben. 1869-ben húgával a Zürichi-tó melletti Küsnachtba költözött. Az 1870-71-es porosz–francia háború komoly belső konfliktust okozott a német és francia kultúrában egyaránt otthonosan mozgó Meyer számára. Végül a porosz győzelem után a német irodalom mellett kötelezte el magát.

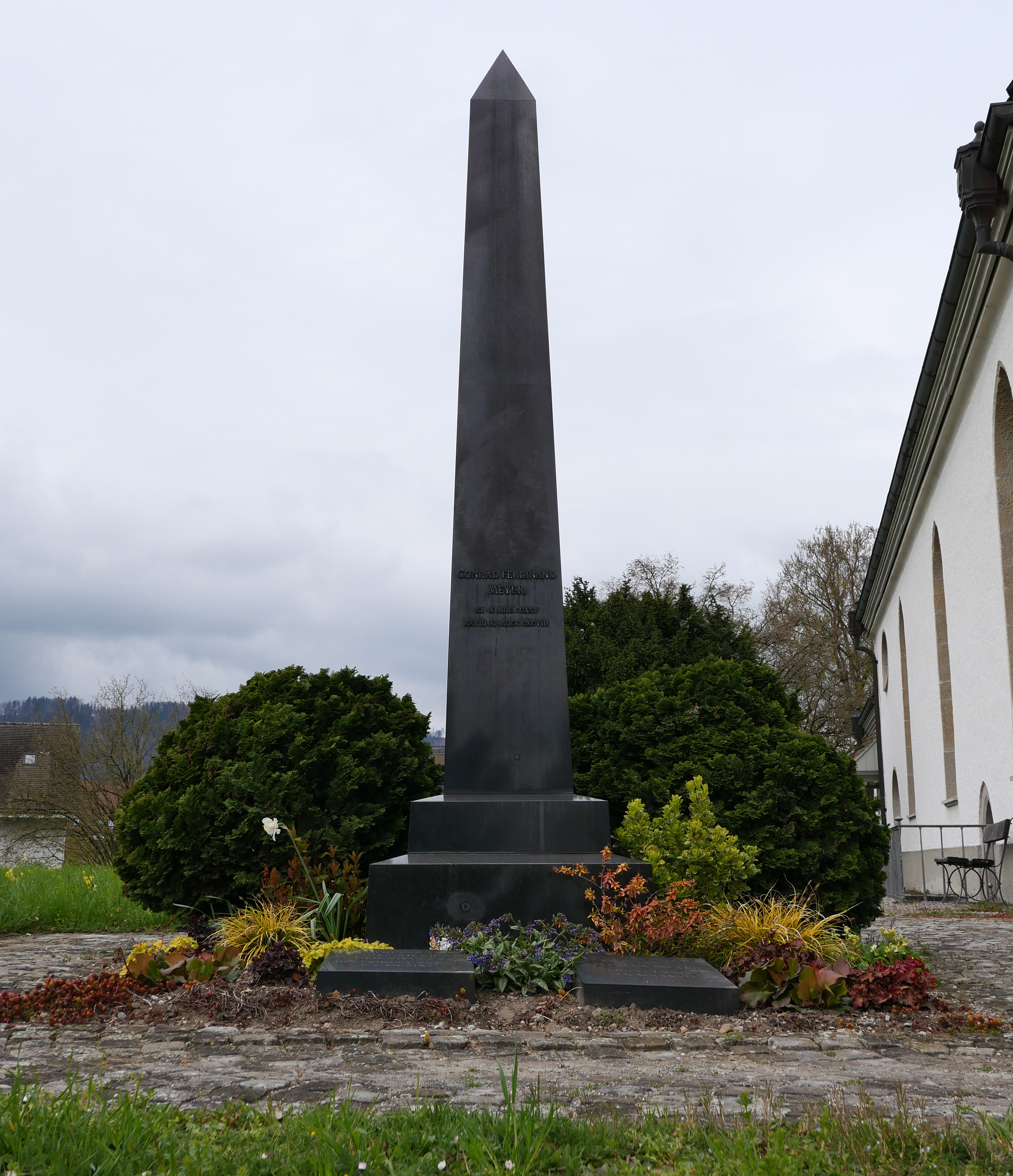
A családi sír Kilchbergben.

Az irodalmi siker 1872-ben, negyvenhat esztendősen érte utol, amikor kiadta a humanista Ulrich von Huttenről szóló Hutten végnapjai (Huttens letzte Tage) című elbeszélő költeményét. Ezt követően szinte évente jelentek meg történeti tárgyú regényei és elbeszélései, és amikor a jónevű kiadó, Julius Rodenberg A szent (Das Heilige) című munkáját a Neue Randschau folyóirat hasábjain jelentette meg, Meyer végleg elnyerte a kiváló mesélői hírnév jutalmát.
1875-ben feleségül vette a zürichi polgármester lányát, Luise Zieglert, ami komoly társadalmi tekintélyt kölcsönzött neki. 1879-ben született meg Camilla lánya (aki 1936-ban, nagyanyjához hasonlóan önkezével vetett véget életének). A magánéletben Meyernek azonban komoly problémákkal is szembe kellett néznie. Testvére - aki nemcsak háztartásukat vezette, de írói munkáját titkárnőként is segítette - és felesége nem állhatták egymást. 1887-ben Meyernél újra jelentkeztek a súlyos depresszió tünetei. Utolsó, Angela Borgia című művét csak komoly erőfeszítések árán tudta befejezni. 1892-ben ismét elmegyógyintézetbe került, elméje egyre jobban elborult, ennek ellenére, anélkül, hogy a javulás legkisebb jelét mutatta volna, 1893-ban elbocsátották. Utolsó éveit kilchbergi házában élte le, ahol 1898-ban, hetvenhárom évesen érte a halál.

## Írói stílusa
Meyer művei - elsősorban elbeszélései - leginkább burkolt humorukról ismerhetők fel. Emellett figyelemre méltó jellegzetessége írásainak, hogy azokban mellékalakokként, egyfajta kerettörténet szereplőiként előszeretettel ábrázol nevezetes személyiségeket XIV. Lajostól Dante Alighierin keresztül Gusztáv Adolf svéd királyig, s minden ilyen esetben természetesnek veszi, hogy olvasói tisztában vannak az illetők kilétével, történelmi jelentőségével, szerepével. S ezeket a kerettörténeket mesterien olvasztja össze a fő cselekményszállal.
Kosztolányi Dezső szerint "nemcsak elbeszélései által hírneves. Verseiben ugyanazt a finom tárgyilagosságot, öntudatos tartózkodást bámuljuk, mely prózáját örök életűvé teszi. ... Mint lírikus az örökkévalóság távlatából nézi önmagát és a világot." (Idegen költők anthológiája II., 1937, Révai, Budapest, 93. old.)

## Conrad Ferdinand Meyer-díj
Zürich városa 1938 óta adományozza az író emlékét őrző Conrad Ferdinand Meyer-díjat.

## Magyarul
- A szent. Történeti elbeszélés; ford. Péterfy Jenő; Kisfaludy-Társaság, Bp., 1890
- Jenatsch György. Regény; ford. S. M. [Péterfy Jenő]; Franklin, Bp., 1892
- A bírónő; ford. Szilágyi Géza; Szabad Szó, Bp., 1897
- Egy fiú szenvedése. Elbeszélés; ford. Hevesi Sándor; Lampel, Bp., 1898 (Magyar könyvtár)
- Jenatsch György / Borgia Angela / Pescara megpróbáltatása; ford. Kelen Ferenc et al., bev. Voinovich Géza; Révai, Bp., 1913 (Klasszikus regénytár)
- A barát násza és egyéb novellák; ford. Lányi Géza Viktor; Athenaeum, Bp., 1912 (Athenaeum könyvtár)
- A szent; ford. Majthényi György; Táltos, Bp., 1923
- Meyer Konrád Ferdinánd válogatott költeményei; ford. Szigethy Lajos; fordítói, Bp., 1925
- Pescara megkísértése. Történeti regény; ford. Kiss Dezső; Tolnai, Bp., 1930 (Tolnai regénytára)
- A király és az apród. Regény; átdolg. Dánielné Lengyel Laura; Singer-Wolfner, Bp., 1930 (Százszorszép könyvek)
- Borgia Angéla. Regény; Tolnai, Bp., 1930 (Tolnai regénytára)
- Conrad Ferdinand Meyer válogatott versei; ford. Kosztolányi Dezső et al., bev. Cs. Szabó László; Franklin, Bp., 1943 (Kétnyelvű remekművek)
- A szent / Jürg Jenatsch; ford. Horváth Zoltán; Forrás, Bp., 1943 (Világhírű klasszikus regények)
- Az asszonybíró és más elbeszélések; ford. Lányi Viktor, Péterfy Jenő, Bor Zoltán, utószó Paulinyi Zoltán; Új Magyar Kiadó, Bp., 1956
- Jürg Jenatsch. Történet Bündenből; ford., utószó Szabó Ede; Szépirodalmi, Bp., 1958 (Olcsó könyvtár)
- Pescara megkísértetése. Elbeszélések; vál., ford. Háy Gyula. versford. Brodszky Erzsébet; Európa, Bp., 1962
- Theodor Storm, Gottfried Keller és Conrad Ferdinand Meyer versei; vál. Eörsi István, ford. Csengery Kristóf et al.; Európa, Bp., 1986 (Lyra mundi)
- Gusztáv Adolf apródja. Válogatott kisregények és elbeszélések; vál., szerk., jegyz. Tabák András, ford. Bor Zoltán, Háy Gyula, Lányi Viktor; Zrínyi, Bp., 1988 (Zrínyi-zsebkönyvek)
- Gottfried Kellerː Gustav Adolfs Page. Gustav Adolf apródja / Theodor Stormː Immensee. Erdei tó; ford. Tandori Dezső; Grimm, Szeged, 1997
- Hutten végnapjai; ford. Hárs Ernő; in: A hűség énekei. Két német kisepikai mű; Eötvös, Bp., 2001 (Eötvös klasszikusok)